# Stefan Zając (podpułkownik)
Stefan Zając (ur. 26 grudnia 1895 w Rzeszowie, zm. 29 lipca 1961 w Cieplicach Śląskich-Zdroju) – podpułkownik piechoty Wojska Polskiego, działacz niepodległościowy, kawaler Orderu Virtuti Militari.

## Życiorys
Urodził się w 26 grudnia 1895 w Rzeszowie, ówczesnym mieście powiatowym Królestwa Galicji i Lodomerii, w rodzinie Szymona i Izabelli z Kowalskich. Uczył się w c. i k. Gimnazjum w Wadowicach. W roku szkolnym 1913/1914 ukończył naukę w klasie VII razem z Józefem Ćwiertniakiem, Maksymilianem Kamskim, Franciszkiem Lenczowskim, Bronisławem Maszlanka, Bruno Olbrychtem. 10 listopada 1914 razem z Józefem Ćwiertniakiem w swoim gimnazjum złożył wojenną maturę.
Do Wojska Polskiego został przyjęty z byłych Legionów Polskich. 26 kwietnia 1923 został przeniesiony do 19 pułku piechoty we Lwowie na stanowisko dowódcy kompanii strzeleckiej. Później dowodził szkołą podoficerską i w zastępstwie batalionem. 30 maja 1927 został przeniesiony do 71 pułku piechoty w Zambrowie na stanowisko dowódcy I batalionu. 18 lutego 1928 został mianowany majorem ze starszeństwem z 1 stycznia 1928 i 46. lokatą w korpusie oficerów piechoty. 5 maja tego roku został przeniesiony do 40 pułku piechoty we Lwowie na stanowisko dowódcy I batalionu. W marcu 1931 został ponownie przeniesiony do 19 pułku piechoty na stanowisko kwatermistrza. W grudniu 1932 został przeniesiony do Korpusu Ochrony Pogranicza. 16 grudnia tego roku objął dowództwo batalionu KOP „Dawidgródek”. 24 stycznia 1934 został mianowany podpułkownikiem ze starszeństwem z 1 stycznia 1934 i 10. lokatą w korpusie oficerów piechoty.
W czasie kampanii wrześniowej 1939 walczył na czele 32 pułku piechoty pod Gruduskiem i w obronie Modlina. Po kapitulacji załogi twierdzy (29 września 1939) dostał się do niewoli niemieckiej. Przebywał w Oflagu II A Prenzlau, a następnie w Oflagu II D Gross-Born, gdzie pełnił funkcję dowódcy II batalionu jenieckiego. Po uwolnieniu z niewoli wrócił do kraju i został zarejestrowany w Państwowym Urzędzie Repatriacyjnym Oddział Wojewódzki w Łodzi.

## Ordery i odznaczenia
- Krzyż Srebrny Orderu Wojskowego Virtuti Militari nr 105[1][15][16]
- Krzyż Niepodległości – 9 stycznia 1932 „za pracę w dziele odzyskania niepodległości”[17][2][18]
- Krzyż Kawalerski Orderu Odrodzenia Polski – 11 listopada 1936 „za zasługi w służbie wojskowej”[19][20]
- Krzyż Walecznych czterokrotnie[15][21][22]
- Złoty Krzyż Zasługi – 10 listopada 1928[23][15]
- Medal Pamiątkowy za Wojnę 1918–1921[24]
- Medal Dziesięciolecia Odzyskanej Niepodległości[24]
- Odznaka za Rany i Kontuzje z jedną gwiazdką[25]
- łotewski Medal Pamiątkowy 1918-1928 – 6 sierpnia 1929[26]